# Banque royale de Prusse
 (juin 2019).
La Banque royale de Prusse, fondée en 1765 par Frédéric II était l'ancêtre de la Reichsbank,  créée en 1875 peu après la formation de l'empire allemand pour être la garante du mark-or.

## Histoire

### La banque du Berlin industriel
La Banque a été créée en 1765 à Berlin par le roi de Prusse Frédéric II, surnommé « le Vieux Fritz », à l'époque où la capitale du royaume à commence à s'industrialiser, avec près de 6 000 ouvriers travaillent dans le textile. Elle est placée sous l'autorité d'un gouverneur investi de pleins pouvoirs et responsable pénalement.
La Banque a d'abord une fonction de "coffre-fort" : l'État prussien lui confie les réserves qui étaient stockées dans les caisses publiques, ce que font également les mineurs, nombreux dans le Royaume, et les fondations de charité. Son capital est 8 millions de thalers et les marges d'intérêt sur prêts permettent de le rembourser rapidement à l'État.

### Premières émissions dans les années 1830
À partir des années 1830, elle est confrontée à la concurrence d'une dizaine d'établissements bancaires, dont la Banque royale de prêt de Berlin fondée en 1834 par la Société royale du commerce maritime et, à Berlin toujours, l'association de caisses (Kassenverein), fondée en 1831, au capital de 100 000 thalers.
La Banque royale de Prusse émettait des billets qui en 1836 furent retirés de la circulation et remplacés par "assignations de caisse" (Kassenanweisungen) d'un montant total de 3 millions de thalers.
Dès la fin de 1844, le rapport de l'économiste Ernst von Bülow-Cummerow sur les finances prussiennes a sollicité la création d'une banque par actions, qui joue à la fois le rôle de banque de dépôt, d'escompte et d'émission de billets de banque mis en circulation.

### La réforme de 1847 et la capitalisation
Le décret du 11 avril 1846 vise à développer et réglementer la Banque royale de Prusse, qui va pouvoir émettre à partir de 1847 des billets de papier-monnaie, à l'image de ce que les banques anglaises pratiquent depuis le Bank Charter Act de 1833. Elle est autorisée à émettre chaque année pour 30 millions de thalers de billets de banque, par des coupures de 25, 50, 100 et 500 thalers. Son capital est porté à 10 millions de thalers par l'émission de 10 000 actions de 1 000 thalers.